# 이땅의 주인들은 말하네
《이땅의 주인들은 말하네》는 조선민주주의인민공화국의 노래이다. 2001년에 창작되었다.